# Serrata brianoi
Serrata brianoi is een slakkensoort uit de familie van de Marginellidae. De wetenschappelijke naam van de soort is voor het eerst geldig gepubliceerd in 1994 door Bozzetti.